# Niels Fredborg
Niels Christian Fredborg (Odder, 28 de octubre de 1946) es un deportista danés que compitió en ciclismo en la modalidad de pista, especialista en las pruebas de velocidad y contrarreloj.
Participó en cuatro Juegos Olímpicos de Verano, engtre los años 1964 y 1976, obteniendo en total tres medallas, oro en Múnich 1972, plata en México 1968 y bronce en Montreal 1976, las tres en la prueba del kilómetro contrarreloj.
Ganó cinco medallas en el Campeonato Mundial de Ciclismo en Pista entre los años 1967 y 1980.

## Medallero internacional
| Juegos Olímpicos   | Juegos Olímpicos          | Juegos Olímpicos  | Juegos Olímpicos         |
| Año                | Lugar                     | Medalla           | Competición              |
| ------------------ | ------------------------- | ----------------- | ------------------------ |
| 1968               | Ciudad de México (México) | Medalla de plata  | 1 km contrarreloj        |
| 1972               | Múnich (RFA)              | Medalla de oro    | 1 km contrarreloj        |
| 1976               | Montreal (Canadá)         | Medalla de bronce | 1 km contrarreloj        |
| Campeonato Mundial |                           |                   |                          |
| Año                | Lugar                     | Medalla           | Competición              |
| 1967               | Ámsterdam (Países Bajos)  | Medalla de oro    | 1 km contrarreloj (A)    |
| 1968               | Montevideo (Uruguay)      | Medalla de oro    | 1 km contrarreloj (A)    |
| 1968               | Montevideo (Uruguay)      | Medalla de plata  | Velocidad individual (A) |
| 1970               | Leicester (Reino Unido)   | Medalla de oro    | 1 km contrarreloj (A)    |
| 1980               | Besanzón (Francia)        | Medalla de bronce | Keirin (P)               |